# 头条笑料
《头条笑料》（英語：Punchline）是一部上映于1988年的美国喜剧电影，由大卫·萨尔茨编剧和导演，哥倫比亞影業发行。讲述了一位才华横溢的年轻喜剧演员帮助一位想要成为棟篤笑演员的家庭主妇的故事。主演有汤姆·汉克斯、莎莉·菲爾德、約翰·古德曼和马克·赖德尔。
这部电影由丹尼尔·梅尔尼克和迈克尔·拉赫米尔制作，于1988年10月7日上映。该片在美国和加拿大的票房收入为2100万美元，而预算仅为1500万美元。它得到了普遍的正面评价，在爛番茄18票中获得了56%的支持率。

## 演员
- 莎莉·菲爾德 饰演 Lilah Krytsick
- 汤姆·汉克斯 饰演 Steven Gold
- 約翰·古德曼 饰演 John Krytsick
- Mark Rydell 饰演 Romeo
- Kim Greist 饰演 Madeline Urie
- Paul Mazursky 饰演 Arnold
- Taylor Negron 饰演 Albert Emperato
- 戴蒙·韋恩斯 饰演 Percy
- Candace Cameron Bure 饰演 Carrie Krytsick